# Kentro
Kentro  este un oraș în Grecia în prefectura Elida.